# Максимилиан Робеспиер
Максимилиан Франсоа Мари Изидор дьо Робеспиер (на френски: Maximilien François Marie Isidore de Robespierre) е френски юрист и политик, един от най-известните дейци на Френската революция, получил прозвището „Неподкупния“ сред поддръжниците си, но също така и една от най-противоречивите фигури от този период. Участник е в Генералните щати, Учредителното събрание и Конвента, аболиционист. С участието си в Комитета за обществено спасение оглавява репресиите, станали известни като Големият терор, довели в крайна сметка до публичната му екзекуция на 28 юли 1794 г. на площада на революцията, днес площад Конкорд.
Избран за депутат от третото съсловие в Генералните щати през 1789 г., той скоро става една от основните фигури на „демократите“ в Учредителното събрание, защитавайки премахването на смъртното наказание и робството, правото на глас на цветнокожите, евреите и комедийните актьори, както и всеобщото избирателно право на мъжете и равни права срещу избирателния ценз. Неотстъпчивостта му скоро му печели прозвището „Неподкупният“. Член на якобинския клуб от самото му начало, той постепенно се превръща в една от неговите водещи фигури.
Противопоставя се на войната срещу Австрия през 1792 г., на Лафайет и подкрепя падането на кралската власт. Член на въстаническата Парижка комуна, той е избран в Националния конвент, където сяда на пейките на монтанярите и се противопоставя на жирондинците. Присъединява се към Комитета за обществена безопасност на 27 юли 1793 г., където участва в създаването на революционно правителство и Големият терор. През пролетта на 1794 г. Робеспиер и неговите колеги от Комитета за обществена безопасност последователно арестуват ебертистите, лидери на клуба на корделиерите, след това Дантон и дантонистите, мерки, последвани от осъждане и екзекуция на лидерите на тези „фракции“.
Робеспиер несъмнено е най-противоречивата фигура на Френската революция. Неговите противници подчертават ролята му в установяването на терора и авторитарния характер на Комитета за обществена безопасност. За други, Робеспиер се опитва да ограничи ексцесиите на терора и е преди всичко защитник на мира, пряката демокрация, социалната справедливост и говорител на бедните.

## Биография

### Детство
Предците на Робеспиер са ирландци по произход. Той е роден на 6 май 1758 г. в град Арас, център на областта Артоа, в семейство на потомствени адвокати. Той е най-големият син на Максимилиан-Бартелеми-Франсоа дьо Робеспиер (1732 – 1777), адвокат във Висшия съвет на Артоа, и на Жаклин-Маргьорит Каро (1735 – 1764), дъщеря на пивовар от Арас. След срещата си през 1757 г. двамата млади се женят на 2 януари 1758 г. Неговият дядо Максимилиан (1694 – 1762) също е адвокат във Висшия съвет на Артоа, неговият прадядо Мартен (1664 – 1720) е прокурор в Карвен, а неговият прадядо Робер (1627 – 1707) нотариус в Карвен и съдебен изпълнител на Ойние. Робеспиер се подготвя да заеме длъжността на дядо си и на баща си и затова след като завършва колежа „Луи Велики“ в Париж, постъпва в Юридическия факултет на Сорбоната.
Двойката има още четири деца: Шарлот, родена през 1760 г., Анриет-Юлали-Франсоаз през 1761 г. и Огюстен през 1763 г.; най-малкото дете е родено на 4 юли 1764 г., но умира при раждането и е погребано същият ден, без да му е дадено собствено име. Майката не се възстановява и умира на 15 юли, на двадесет и девет години. Максимилиан е на шест години по това време. Малко по-късно бащата изоставя децата си. Момичетата са отгледани от лелите си, а момчетата от дядовците и бабите си.

### Образование
Максимилиан Робеспиер влиза през 1765 г. в колежа на Арас (древна йезуитска институция, която все още не принадлежи на ораторианците, управлявана от местен комитет, назначен от епископа). Шарлот, в своите Мемоари, потвърждава, че отношението на Максимилиан претърпява голяма промяна по това време и осъзнавайки, че по някакъв начин е глава на семейството, става по-сериозно. През 1769 г., благодарение на намесата на Луи-Франсоа дьо Конзие, той получава стипендия от 450 ливри годишно от абатството Сент Васт и влиза в лицея в Париж „Луи Велики“ (на френски: Lycée Louis-le-Grand). Въпреки недоимъка, той се справя блестящо с обучението в лицея (1769 – 1781). Името му е обявено няколко пъти в разпределението на наградите на Общия конкурс. Той е ученолюбив ученик, отдаден единствено на работа, самотен и мечтател.
Получава бакалавърска степен по право от факултета в Париж на 31 юли 1780 г., диплома и лиценз на 15 май 1781 г. и е регистриран в регистъра на адвокатите на парламента на Париж две седмици по-късно. На 19 юли по доклад на директора на колежа му е дадена награда от 600 ливри.

### Политическа кариера
Максимилиан се връща в родния си град Арас и се посвещава на адвокатската си кариера. Дейността му бързо придобива ярко изразен политически характер. Приет е за член на Араската академия на науките и изкуствата. На нейните събрания прокарва в докладите си идеята за „естествените права“ на човека и се обявява против всяко законодателство, което не държи сметка за тези права.
В навечерието на свикването на Генералните щати Робеспиер започва политическа борба във връзка с изборите на представители. Той обнародва две брошури, в които заклеймява абсолютната монархия като форма на управление и отхвърля цялата система на стария режим. Третото съсловие в Арас го избира за депутат на Генералните щати с дълбокото убеждение, че той ще отстоява последователно неговите интереси. Действително, той често взима думата по най-важните политически въпроси, обсъждани на форума, прераснал по-късно в Национално учредително събрание – за характера на властта, за дворянските привилегии, за народните права.
Заедно с неколцина депутати, като Сен Жюст, Кутон, Льо Ба, той образува крайната левица на Националното събрание и благодарение на постоянството и последователността си се налага като водач. Араският юрист има ясна безкомпромисна позиция по големия въпрос за прерогативите на кралската власт, който се обсъжда дълго в Събранието във връзка с подготовката на Конституция. За него суверенитетът на нацията е суверенитет на народа.
Робеспиер е сред депутатите, които отказват да признаят правото на краля на вето. При разглеждане на „Декларацията за правата на човека и гражданина“ той отстоява принципите на буржоазната демокрация, противопоставя се на делението на гражданите на „активни“ и „пасивни“, застъпва се за разширяване на политическите свободи и за въвеждане на всеобщо избирателно право. Последователността, с която отстоява принципите си, му донася огромен авторитет. Депутатите започват да се вслушват в гласа му, а мнозина се боят от левите му радикални възгледи. Той има влияние върху огромна част от народните маси заради честността му и думите му: „Демокрацията е държава, където народът е суверен и се ръководи от закони, изработени от самия него“, както и заради всичките му речи в защита на развитието на революцията и нейните демократични принципи, произнесени в Якобинския клуб.
Две години след началото на революцията Робеспиер е вече всепризнат лидер на революционно-демократичното крило на буржоазията.
През 1792 г. в центъра на вниманието на Робеспиер застава съглашателската политика на жирондистите, които се стремят да разгромят левите сили. Той е противник на намерението им да разпалят Революционни войни против европейските феодално-монархически държави и предупреждава, че ще бъде предателство, ако се тръгне по пътя на военен конфликт с другите държави, преди да се укрепи революцията. Към края на 1792 г. заедно с Жан-Пол Марат и други революционери монтаняри Робеспиер води борба срещу жирондистите по въпроса за съдбата на краля. Макар да се отнася отрицателно към социалните идеи на „бесните“, през 1793 г. той се сближава с тях в името на разгрома на вътрешната контрареволюция.
Народните въстания от 31 май и 2 юни 1793 г. слагат край на властта на жирондинската буржоазия, а на 7 юни 1793 г. якобинците извършват преврат и установяват контрол върху Конвента. Робеспиер оглавява Комитета за обществено спасение, създаден през април 1793 г. да противодейства на антифренската коалиция и да предотврати гражданската война. Неговият час настъпва с установяването на якобинската диктатура. Заставайки начело на Комитета за обществено спасение, той става безспорен вожд на революцията и на практика поема ръководството на страната. Пълномощията на Комитета постоянно се разширяват, като това се оформя със съответните декрети от Конвента.
Робеспиер е привърженик на култа към Върховното същество, форма на деизъм, която той въвежда и институционализира. Като външен израз на този култ през юни 1794 г. се провежда пищна публична церемония в чест на Върховното същество, на която Робеспиер произнася пламенна реч.
Чрез Революционния трибунал якобинските лидери получават широки диктаторски пълномощия и започват масови политически репресии и екзекуции. Робеспиеристите в яростната си борба срещу опозицията дори стигат до там, че през април–март 1794 г. екзекутират водачите на ебертистите и на дантонистите. Между септември 1793 и юли 1794 г. Комитетът провежда т.нар. „червен терор“ (или „Големият терор“), като броят на репресиите нараства особено през юни-юли 1794 г. и в Париж са гилотинирани не по-малко от 1285 души Робеспиер се оказва обаче неспособен да разбере, че като премахне „бесните“, се лишава от най-масовата опора на якобинската власт. Масовото преследване на политически противници и големият брой екзекуции не се приемат добре и жирондинците, заедно с по-умерени якобинци, организират Термидорианския преврат в Конвента против Робеспиер и неговите привърженици, който завършва с арестуването му на 27 юли 1794 г. и публичната му екзекуция на следващия ден.
Гилотиниран е на Площада на Революцията в Париж на 28 юли 1794 г.